# Euston Hall

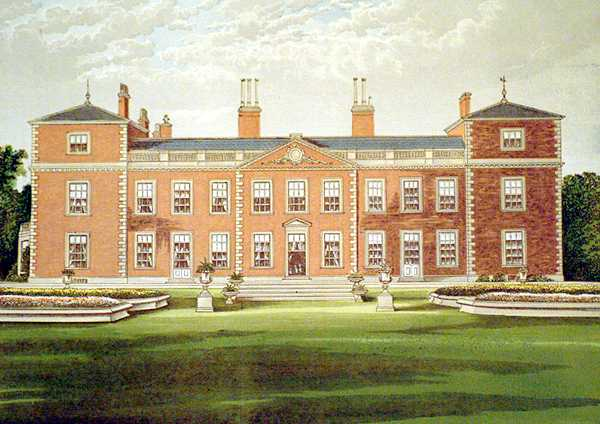
Euston Hall representado no County Seats de Morris (1880). Esta ala pode ter sido parcial ou totalmente demolida.

Euston Hall é um palácio rural, com parque desenhado por William Kent e Capability Brown, localizado em Euston, uma pequena aldeia logo a sul de Thetford, em Suffolk, Inglaterra. É a casa de família dos Duques de Grafton.

## História
Euston aparece registado pela primeira vez no Domesday Book, em 1087, como um solar pertencente ao mosteiro beneditino de Bury St. Edmunds. Em 1578, Isabel I hospedou-se no solar, juntamente com a família Rookwood, no seu caminho para Norwich. A propriedade, quase em ruínas, foi comprada em 1666 por Henry Bennet, Conde de Arlington e Secretário de Estado do então recentemente restaurado rei, Carlos II. Ele construiu uma grande casa em estilo francês, erguida em volta dum pátio central com grandes pavilhões em cada canto. Carlos II fez a primeira de muitas visitas a Euston Hall em 1671. John Evelyn, o diarista, esteve entre a grande corte que acompanhou o rei.
Em 1672, Carlos II arranjou o casamento entre Henry FitzRoy, seu filho ilegítimo de nove anos de idade com Barbara Villiers, e Isabella Bennet, a herdeira de cinco anos do Conde de Arlington. FitzRoy foi titulado primeiro Duque de Grafton em 1675, e o jovem casal passou por uma segunda cerimónia de casamento em 1679, quando Isabella atingiu a idade de 12 anos, então a idade mínima legal para se casar com consentimento. O Duque e a Duquesa de Grafton herdaram Euston Hall em 1685. Por volta do ano 1750, o filho de ambos, o 2º Duque de Grafton, resolveu remodelar a casa e contratou Matthew Brettingham, que supervisionara a execução do desenho de William Kent e Lorde Burlington para Holkham Hall, um outro palácio rural no Norfolk. As cúpulas de Euston foram substituidas pelos baixos telhados piramidais que se vêem hoje e parte do edifício recebeu um novo rosto.
Em 1902, um desastroso incêndio destruiu as alas sul e oeste e os refinados tectos de Verrio. O palácio foi rapidamente reconstruido segundo o mesmo plano, mas mais tarde a ala sul e a maior parte da ala oeste foram derrubadas pelo 10º Duque de Grafton, em 1952.

## O parque

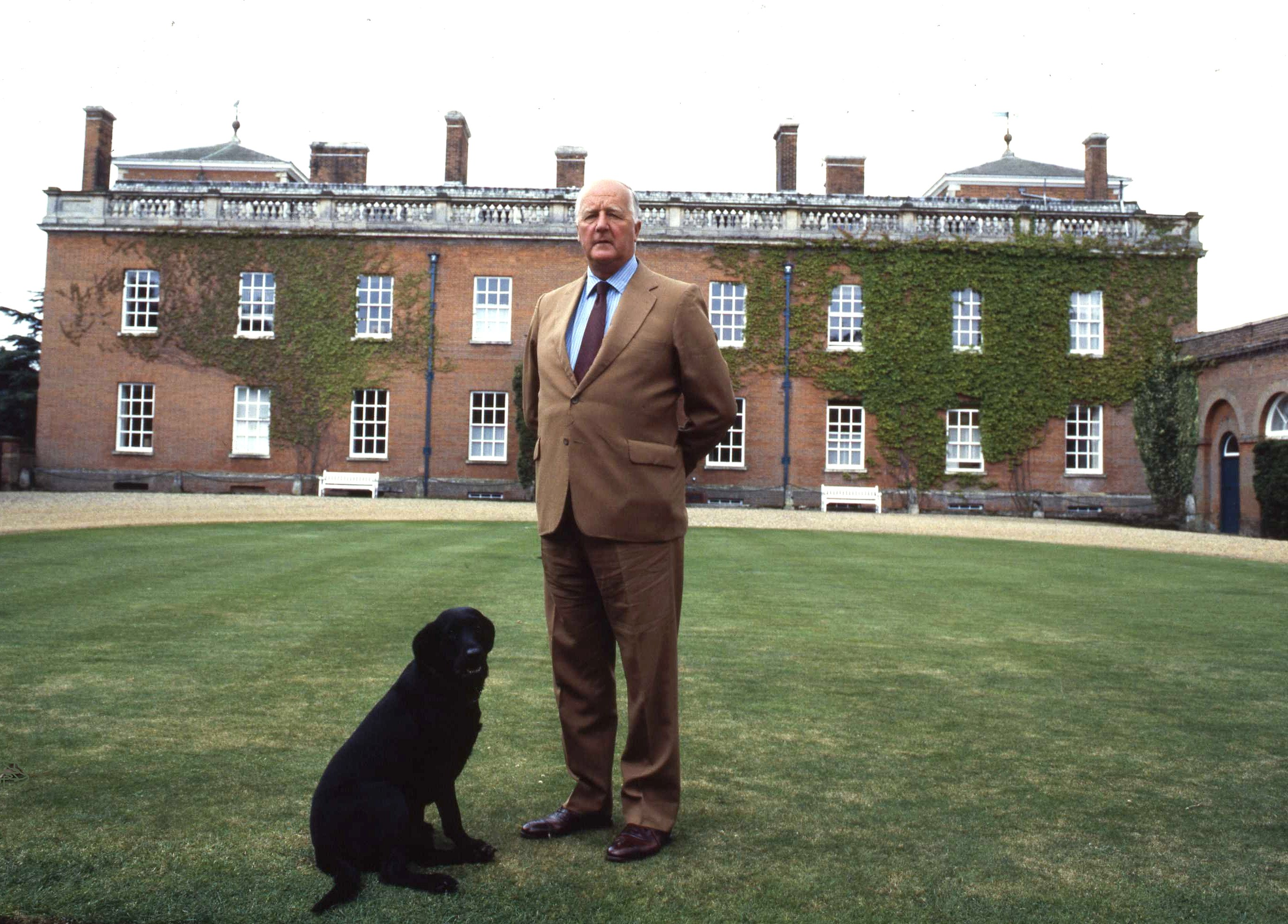
O 11º Duque de Grafton no exterior de Euston Hall.

O velho parque foi desenhado pelo diarista John Evelyn, um notável jardineiro paisagista e especialista em árvores, com um canal, passios rectos e avenidas. Os seus desenhos para Euston incluiam o passeio através dos campos de recreio que ainda podem ser apreciados actualmente. O conjunto do parque e o esquema do rio foram desenhados por William Kent em 1738 e é considerado um dos seus maiores trabalhos. O seu templo e arcada de entrada ainda sobrevivem. Capability Brown trabalhou em Euston, de forma intermitente, entre 1776 e 1784. 
O moinho de água de Euston foi construido na década de 1670, por Sir Samuel Morland, para irrigação e trituração de milho. Em 1731, foi redesenhado por William Kent para lembrar uma igreja e, em 1859, foi acrescentada uma roda de água em ferro por Charles Burrell. 
O templo (não aberto ao público) é uma invulgar folly octogonal desenhada por William Kent em 1746. Foi o seu último trabalho. Possui um magnífico hall de banquetes octogonal que se ergue para uma cúpula.

## Arte
Euston Hall tem uma refinada colecção de arte, mas apenas Canaletto merece uma menção especial. De acordo com o Sporting Magazine de Fevereiro de 1793: "No ano de 1735 ele [o 2º Duque de Grafton] mantinha cães de caça à raposa em Croydon e saía de Londres muito cedo nos dias em que caçava. O velho duque costumava queixar-se amargamente da interrupção que encontrava (na travessia do Tâmisa em Westminster) pelo atraso e falta de atenção do homem do barco, entre outras coisas, pelos quais frequentemente perdia várias horas duma bela manhã antes de chegr a Croydon. Para ultrapassar este inconveniente, projectou uma ponte em Westminster, e levou um orçamento ao Parlamento para a sua construção, a qual foi completada no ano de 1748". Durante muitos anos, esteve pendurado em Euston Hall um Canaletto contemporâneo mostrando a ponte a ser construida.

## Literatura
- The Dukes por Brian Masters (2001) ed. Pimlico. ISBN 0-7126-6724-5